# Antennatula dingleyae
Antennatula dingleyae är en svampart som beskrevs av S. Hughes 1974. Antennatula dingleyae ingår i släktet Antennatula och familjen Euantennariaceae.   Inga underarter finns listade i Catalogue of Life.